# SV Preußen-Borussia Stettin
Der SV Preußen-Borussia Stettin (offiziell: Sport-Verein Preußen-Borussia 1900 Stettin e.V.) war ein deutscher Sportverein aus der pommerschen Hauptstadt Stettin. 

## Geschichte
Der Verein entstand 1937 aus der Fusion des SC Preußen Stettin (1901 gegründet) mit dem 1. Stettiner Schwimmverein Borussia-Poseidon 1900 Stettin (1900 gegründet). Er nahm zur Spielzeit 1937/38 den Startplatz von Preußen Stettin in der erstklassigen Gauliga Pommern ein. 1938/39 beendete Preußen-Borussia Stettin die Gauligasaison auf dem letzten Platz, so dass der Verein in die Zweitklassigkeit absteigen musste. 1939/40 gewann Stettin die zweitklassige 1. Klasse Bezirk 3 Oderland Abteilung A, qualifizierte sich somit für die Aufstiegsrunde zur Gauliga Pommern 1940/41 und sicherte sich durch den ersten Tabellenplatz in dieser Runde den Wiederaufstieg in die Gauliga Pommern. In der in zwei Abschnitten geteilten Gauliga Pommern 1940/41 wurde der Verein mit nur einem Sieg und zwei Unentschieden Letztplatzierter der Gruppe West und musste erneut in die Zweitklassigkeit absteigen. Die Spielzeit 1941/42 verbrachte Preußen-Borussia Stettin in der 1. Klasse Bezirk 3 Oderland und erreichte den sechsten Tabellenrang. Auch in den folgenden Spielzeiten erreichte der Verein Mittelfeldplatzierungen in der zweitklassigen 1. Klasse. 1944/45 wurde die ursprüngliche Gauliga aufgelöst und alle noch spielfähigen Mannschaften in Sportkreisgruppen eingeteilt. Der SV Preußen-Borussia Stettin spielte in der Sportkreisgruppe Stettin und war zum Zeitpunkt des Abbruchs des Spielbetriebes im November 1944 Drittplatzierter.
Nach dem Ende des Zweiten Weltkriegs wurde der SV Preußen-Borussia Stettin wie jeder andere deutsche Sportverein aufgelöst.

## Sportstätte

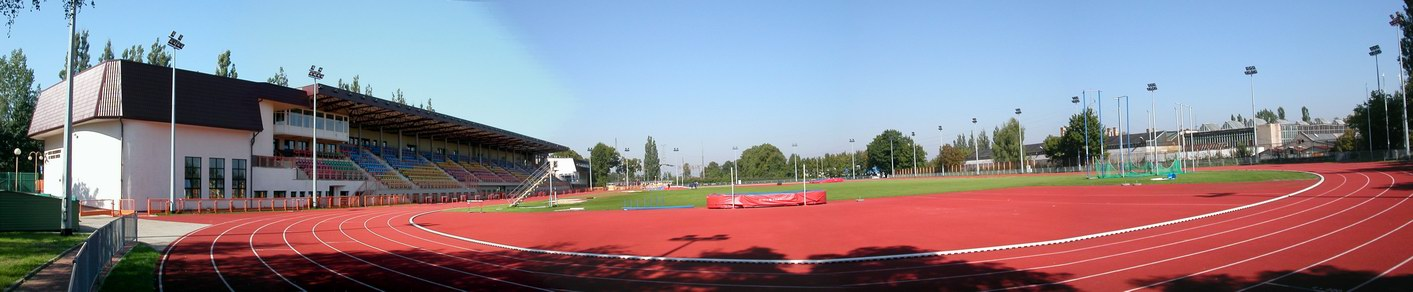
Spielstätte

Der SV Preußen-Borussia Stettin trug seine Spiele in der Preußenplatz an den Stoewerwerken im nordwestlichen Stadtteil Neutorney aus. Das Stadion trägt heute den Namen Miejski Stadion Lekkoatletyczny w Szczecinie und wird hauptsächlich für die Leichtathletik genutzt.

## Handball
Die Feldhandballabteilung der Frauen qualifizierte sich für die Deutsche Feldhandball-Meisterschaft der Frauen 1937/38, schied dort jedoch bereits in der ersten Runde nach einer 1:5-Niederlage gegen die SpVgg ASCO Königsberg aus.